# Добрянський Василь Васильович
Добрянський Василь Васильович (28 жовтня 1954, с. Великі Трояни Ульяновського району Кіровоградської області) — український письменник, журналіст та політичний діяч, член Національної спілки письменників України, член Національної спілки журналістів України.

## Життєпис
Освіту здобув на факультеті журналістики Львівського державного університету імені Івана Франка.
По закінченні університету працював у газетах Кіровоградщини та Івано-Франківщини, в тому числі редактором Богородчанської районної газети «Слово народу». Протягом червня 2002 — травня 2010 працював на посаді головного редактора газети «Західний кур'єр» Івано-Франківської міської ради.
У червні 2010 року був призначений першим заступником голови Богородчанської райдержадміністрації.
Нині пенсіонер.
Ініціатор і один із засновників та перший головний редактор літературно-художнього журналу «Перевал», який виходив із 1991 року і припинив своє існування в грудні 2018 року.
У 2006—2010 роках був депутатом Івано-Франківської обласної ради 5-го демократичного скликання (фракція "Народний Союз «Наша Україна»").
У 2003 - 2009 роках був головою Івано-Франківської обласної організації Національної спілки письменників України.

## Громадська діяльність
- член Національної спільки письменників України (з 1993 року). Протягом 2003—2009 років очолював Івано-Франківську обласну організацію Національної спілки письменників України.
- член Національної спілки журналістів України (з 1979 року).

## Творчий доробок
Книги:
- 1986 — Пізній мед
- 1990 — Глибока криниця
- 2000 — На зриві тисячоліть
- 2005 — Ілюзії
- 2005 — Велика Сикавицька війна.
- 2020 — Помилка капітана Жеграя. (Цикл про капітана Жеграя)
- 2020 — Вибір капітана Котляревського.
- 2021 — Трибунал апостолів. (Цикл про капітана Жеграя)
- 2022 — Скриня для гетьмана. (Цикл про капітана Жеграя)
- 2023 — Убий мене, коли я упаду
- 2023 — Ніхто не скаже "Прощавай!" (Цикл про капітана Жеграя)
- 2024 — Пані Валевська. Фатальна жінка Наполеона
- 2025 — Чорні кішки вважають білих несправжніми. Забута справа дізнавача Антона Курінного
- 2025 — Мертві птахи падають у небо (перевидання "Помилка капітана Жеграя")
- 2025 — "Трибунал апостолів" (перевидання)
- 2025 — "Замах у Берліні" (перевидання "Скриня для гетьмана")

Детективні романи:
- 2018 — Діло про страчений одяг,
- 2018 — Пернач полковника Вухналя,
- 2019 — Зламані сходи,
- 2020 — Пастка на полоза
- 2021 — Зруйноване гніздо Шуліки
- 2021 — Колектор
- 2022 — Він тут
- 2022 — Жереб
- 2024 — Купання немовлят
- 2024 — Шість правил капітана Френча
- 2024 — У вас на мене нічого нема
- 2024 — Школа зелених мавп
- 2024 — Лілі
- 2024 — Самотній ворон

- Деякі детективи друкує під псевдонімом Борис Крамер.

## Нагороди
- Обласна літературна премія імені В. Стефаника
- Міська літературна премія імені І. Франка
- Обласна журналістська премією імені Б. Бойка
- Літературна премія імені Юрія Яновського
- Грамота Верховної Ради України
- Почесні грамоти Івано-Франківської облдержадміністрації та обласної ради
- Дипломи та Спеціальна відзнака «Правосуддя» в номінації «Романи» Міжнародного конкурсу романів, кіносценаріїв, п'єс та пісенної лірики «Коронація слова — 2018» за роман «Пастка на полоза»
- Гран-прі (перша премія) в номінації «Романи» Міжнародного конкурсу романів, кіносценаріїв, п'єс та пісенної лірики «Коронація слова — 2019» за роман «Зламані сходи»
- Відзнака Андрія Кокотюхи "Золодий пістоль" (2020)
- Міжнародна відзнака посольства Франції в Україні за роман "Вибір капітана Котляревського
- Друга премія Міжнародного конкурсу романів, кіносценаріїв, п`єс та пісенної лірики "Гранд-коронація - 2021" за трилогію "Гетьманат" (І та ІІ частини)